# إليوت فروتشن
إليوت فروتشن (بالإنجليزية: Elliott Fortune)‏ هو لاعب كرة قدم أمريكية أمريكي، ولد في 28 مايو 1974 في روزفلت في الولايات المتحدة.

## وصلات خارجية
- إليوت فروتشن على موقع مرجع كرة القدم المحترفة.كوم (الإنجليزية)